# Eremias suphani
Eremias suphani este o specie de șopârle din genul Eremias, familia Lacertidae, ordinul Squamata, descrisă de Basoglu și Hellmich 1968. A fost clasificată de IUCN ca specie cu risc scăzut. Conform Catalogue of Life specia Eremias suphani nu are subspecii cunoscute.